# Pont de Koria
Le pont de Koria (en français : Korian ratasilta) est un pont ferroviaire dans le quartier Koria d'Elimäki à Kouvola en Finlande.

## Situation ferroviaire
Le pont de Koria est située au point kilométrique (PK) 209,5 de la Ligne de Riihimäki à Saint-Pétersbourg, il permet le franchissement du Kymijoki entre la gare de Koria et la gare de Kouvola.

## Histoire
Le pont a été construit pour remplacer l'ancien pont ferroviaire construit en 1870, qui avait perdu sa capacité portante.
La construction du pont s'est achevée en 1925.

## Caractéristiques
Le pont ferroviaire de Koria est un pont en arc en béton armé de la ligne de Riihimäki à Saint-Pétersbourg enjambant le fleuve Kymijoki dans l'agglomération Koria à Kouvola, à la frontière entre l'ancienne commune d'Elimäki et la ville de Kouvola.
La portée du pont est de 67,6 mètres et c'est le plus long pont en arc du réseau ferroviaire finlandais. Le deuxième pont le plus long est le pont ferroviaire de Petäisenkoski de 45 mètres de portée sur la ligne de Iisalmi à Kontiomäki, construit en 1920, et le troisième est le pont ferroviaire d'Harjunjoki entre la ligne de Kouvola à Iisalmi, dont la portée est de 44,1 mètres et qui a été bati en 1968.

## Patrimoine ferroviaire
Les deux ponts ferroviaires de Koria forment un ensemble classé parmi les Sites culturels construits d'intérêt national en Finlande par la Direction des musées de Finlande.

Vues des deux ponts
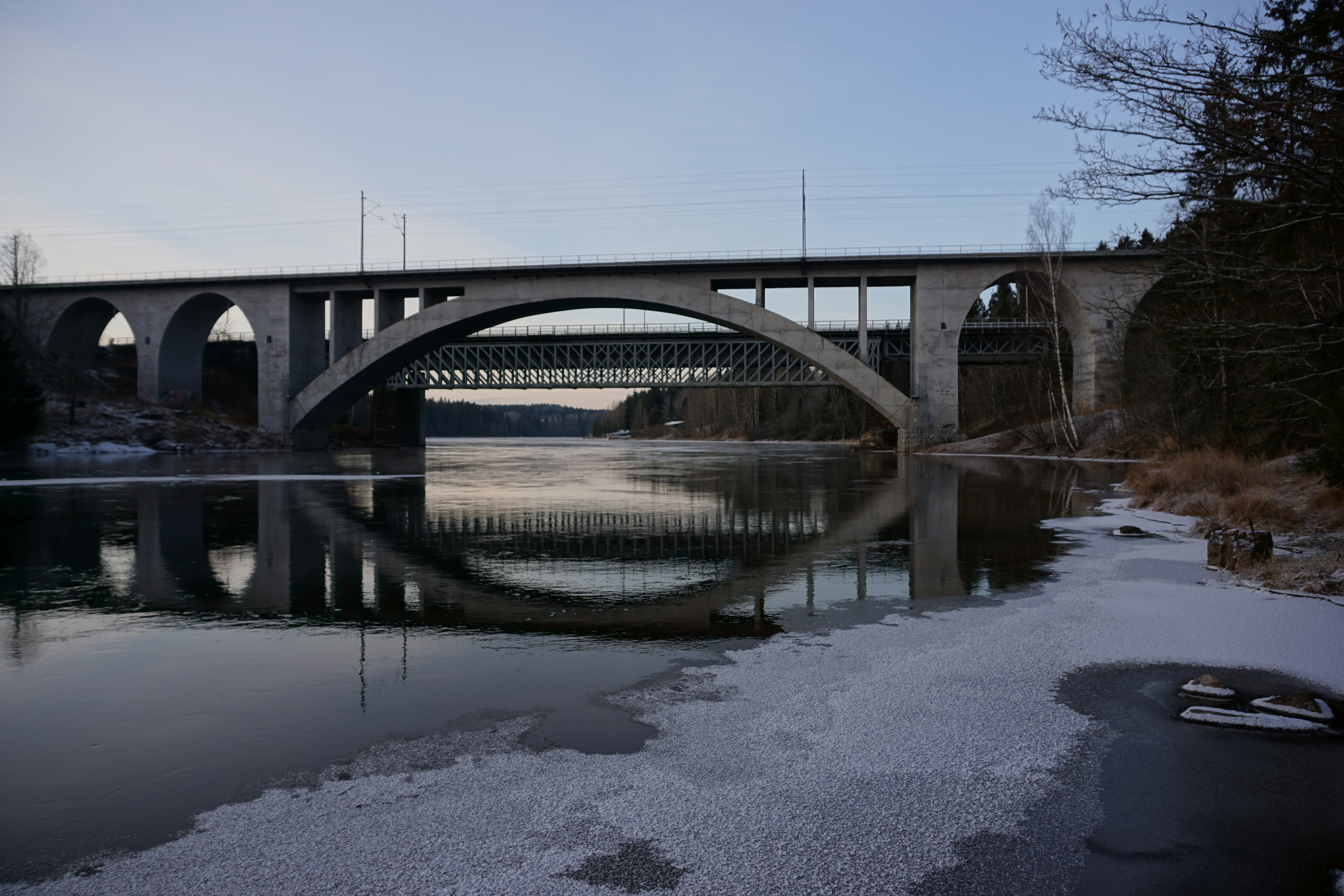
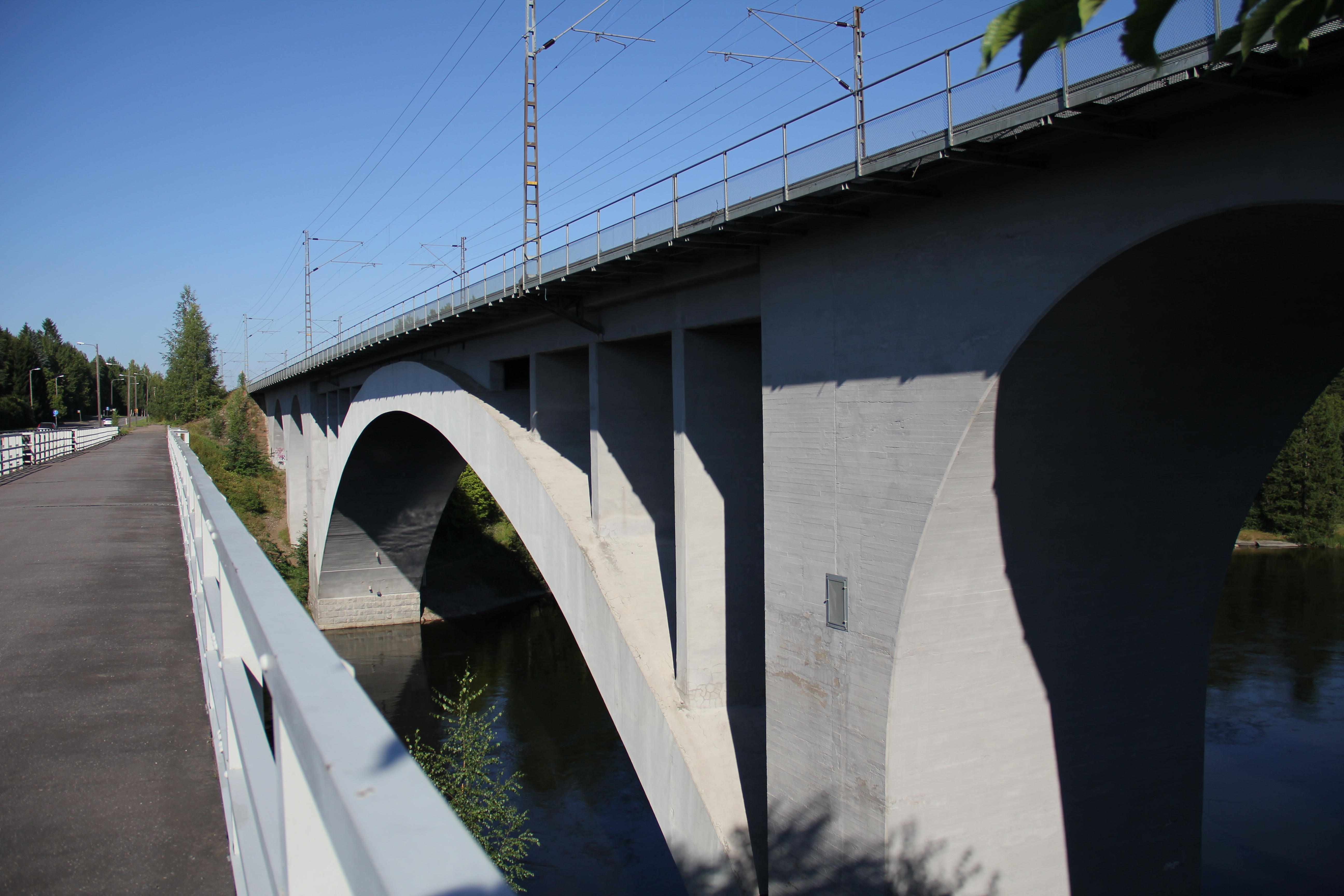